# 郭德清
郭德清（1948年8月—），甘肃皋兰人，中华人民共和国政治人物。
曾任白银市委副书记、市纪委书记，白银市政协主席。2015年4月7日，因涉嫌贪污腐败接受组织调查；同年5月29日被开除党籍。